# Výrovice

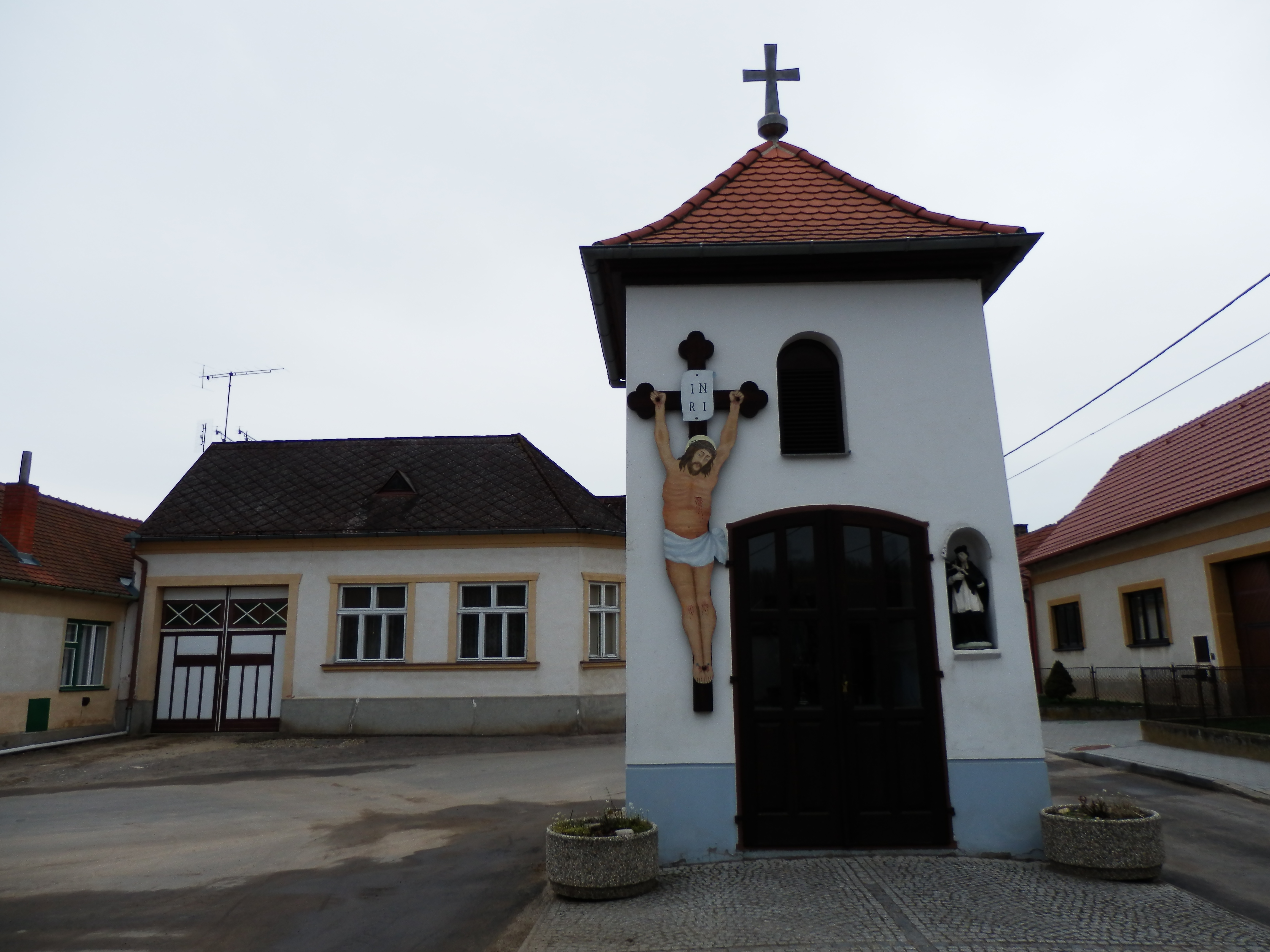
Kapelle der Jungfrau Maria von Lourdes

Výrovice (deutsch Wairowitz, älter auch Weirowitz) ist eine Gemeinde in Tschechien. Sie liegt zehn Kilometer nordöstlich von Znojmo und gehört zum Okres Znojmo.

## Geographie
Výrovice befindet sich am südöstlichen Abfall der Jevišovická pahorkatina (Jaispitzer Hügelland) beiderseits des Flüsschens Jevišovka. Westlich liegt der Stausee Výrovice. Im Südosten erhebt sich der Na Brtníku (279 m. n.m.), südlich der Kopec (348 m. n.m.), im Südwesten die Ruda (Rudda, 348 m. n.m.) und nordwestlich der Březovec (284 m. n.m.).
Nachbarorte sind Mikulovice und Koráb im Norden, Horní Dunajovice und Domčice im Nordosten, Želetice und Žerotice im Osten, Tvořihráz im Südosten, Svatý Hubert, Purkrábka, Suchohrdly und Kuchařovice im Süden, Únanov und Mramotice im Südwesten, Plaveč im Westen sowie Němčičky im Nordwesten.

## Geschichte
Reichhaltige archäologische Funde belegen eine Besiedlung des Gemeindegebiets in der Steinzeit, Kupfersteinzeit und Bronzezeit. Die ersten Untersuchungen erfolgten 1911 durch Jaroslav Palliardi und František Vildomec. Bei einer umfangreichen Rettungsgrabung im Zusammenhang mit dem Bau des Staudamms wurden 1982 Reste einer steinzeitlichen Höhensiedlung entdeckt.
Die erste urkundliche Erwähnung von Weyrowic erfolgte am 14. Mai 1299, als König Wenzel II.  das Dorf mit allem Zubehör zum Seelenheil seiner verstorbenen Schwester Agnes dem Znaimer Clarissinnenkloster stiftete. Das Dorf verblieb danach fast 500 Jahre im Besitz des Nonnenklosters. Der Weirowitzer Zehnt gehörte zu den Pfründen des Niklowitzer Pfarrers; er fand am 1. September 1350 erstmals Erwähnung, als der Pfarrer und Olmützer Kanoniker Werner das Niklowitzer Pfarrpatronat dem Benediktinerinnenkloster Pustiměř überließ und diesem den Zehnt als Zugabe schenkte. 1605 wurde die vermutlich aus dem Dorf stammende Anna Weyrowska zur Äbtissin des Clarissinnenklosters gewählt. Im Jahre 1637 erwarb das Kloster die Obere Weirowitzer Mühle von Pavel Buchta von Želetice und drei Jahre später von demselben auch die Untere Mühle. Das Bierschankhaus wurde 1643 als Besitz des Wenzel Hoditzky von Hoditz erwähnt.
Nach der am 22. Mai 1782 erfolgten Aufhebung des Clarissinnenklosters verwaltete der Religionsfonds dessen Dörfer als Gut Taßwitz-St. Clara. Der Klosterhof in Wairowitz wurde am 10. Februar 1783 auf Befehl des Kaisers Joseph II. aufgelöst und seine Fluren in 13 Teile zergliedert, die 1786 an Rustikalisten verkauft wurden. Die Obere Wairowitzer Mühle wurde Anfang 1790 von dem Gut abgetrennt und den Müller Johann Stangl veräußert. 1796 wurde die Amtsverwaltung in Taßwitz aufgehoben und das Gut mit der Grundherrschaft Klosterbruck vereinigt. 1804 wurde in jährlich wechselnden angemieteten Räumen eine Winterschule eingerichtet, in der der Niklowitzer Lehrergehilfe unterrichtete. Am 2. Januar 1827 verkaufte die mährisch-schlesische Staatsgüterveräußerungskommission die Herrschaft Klosterbruck mit den angeschlossenen Gütern Taßwitz und Alt-Schallersdorf an die Wiener Bankiers Karl Emanuel und Leopold von Liebenberg de Zsittin.
Im Jahre 1834 bestand das im Znaimer Kreis gelegene Dorf Wairowitz bzw. Werowice aus 62 Häusern mit 320 mährischsprachigen Einwohnern. Haupterwerbsquelle bildeten die Landwirtschaft, der Obst- und Weinbau sowie die Korbflechterei. Im Ort gab es eine dreigängige Mühle, eine Hirsestampfe, ein Schankhaus und ein zu Ansiedlungen verwendetes aufgelassenes Meierhofsgebäude. Pfarr- und Schulort war Niklowitz, der Amtsort war Klosterbruck. 1838 errichtete die Gemeinde ein Schulhaus, in dem zugleich die Wohnung des Gemeindehirten und die Totenkammer untergebracht wurden. Zwei Jahre später wurde ein Dorflehrer angestellt. Der Unterricht erfolgte in tschechischer Sprache. Bis zur Mitte des 19. Jahrhunderts blieb Wairowitz der Allodialherrschaft Klosterbruck untertänig.
Nach der Aufhebung der Patrimonialherrschaften bildete Vírovice / Weirowitz ab 1849 eine Gemeinde im Gerichtsbezirk Znaim. 1869 wurde die Gemeinde Teil des Bezirkes Znaim; zu dieser Zeit hatte Vírovice 326 Einwohner und bestand aus 68 Häusern. Im Jahre 1890 ließ die Gemeinde das alte Schulhaus abbrechen und ein neues Schulgebäude errichten. Ein Jahr später begann der Bau der Straße nach Znaim. Die Gründung der Freiwilligen Feuerwehr erfolgte 1897. Der tschechische Ortsname wurde zum Ende des 19. Jahrhunderts in Výrovice abgeändert. Im Jahre 1900 lebten in Výrovice 388 Personen; 1910 waren es 376. Nach dem Ersten Weltkrieg zerfiel der Vielvölkerstaat Österreich-Ungarn, die Gemeinde wurde 1918 Teil der neu gebildeten Tschechoslowakischen Republik. Beim Zensus von 1921 lebten in den 83 Häusern des Dorfes 387 Tschechen. Am 1. September 1924 wurde mit dem Bau einer Brücke über dem Fluss begonnen; im nächsten Sommer war das die beiden Ortshälften verbindende Bauwerk fertiggestellt, die Baukosten lagen bei 200.000 Kčs. Der zweiklassige Unterricht wurde 1927 aufgenommen, zu dieser Zeit waren 60 Kinder eingeschult. Im Jahre 1930 bestand Výrovice aus 90 Häusern und hatte 366 Einwohner. Nach dem Münchner Abkommen verblieb Výrovice 1938 bei der Tschechoslowakei und wurde dem Okres Moravské Budějovice zugeordnet. Aus dem an das Deutsche Reich abgetretenen Gebiet zogen vier tschechische Familien nach Výrovice. Von 1939 bis 1945 gehörte Výrovice / Wairowitz zum Kreis Mährisch Budwitz und Gerichtsbezirk Mährisch Budwitz im Protektorat Böhmen und Mähren. In der Flur Nová hora zwischen Výrovice und Němčičky stürzte in der Nacht vom 21. zum 22. Juli 1944 ein US-amerikanisches Flugzeug ab, wobei die vierköpfige Besatzung ums Leben kam. Die Schule wurde Anfang Mai 1945 geschlossen und durch deutsche Soldaten besetzt. Während eines Bombardements starben drei Einwohner. Nach dem Ende des Zweiten Weltkrieges 1945 erfolgte die Wiederherstellung der alten Bezirksstrukturen. Im Jahre 1950 hatte Výrovice nur noch 280 Einwohner. Die Schule wurde 1974 wegen zu geringer Schülerzahl geschlossen. Zwischen 1979 und 1983 entstand zwischen Plaveč und Výrovice an der Jevišovka die Talsperre Výrovice. Beim Zensus von 2001 lebten in den 81 Häusern des Dorfes 166 Personen.

## Gemeindesymbole
Das älteste Ortssiegel stammt von 1787 und zeigt u. a. mehrere Rosen, ein Winzermesser sowie eine Traube und trägt die Umschrift „PECZIET OBCZE WEYROVSKE“.
Das vom Brünner Heraldiker Robert Keprt neugestaltete Wappen und Banner wurde 2007 durch das Abgeordnetenhaus genehmigt und 2010 geweiht. Das blaue Schild symbolisiert das den Ort umgebende Wasser. Der weiße Keil steht für einen Luftwirbel (tschechisch Vír) und ist ein Hinweis auf den früheren Ortsnamen Vírovice; der darin befindliche Uhu (tschechisch Výr) ist eine Ableitung des heutigen Namens. Die Körbe zu beiden Seiten symbolisieren die früher bedeutende Korbmacherei.

## Sehenswürdigkeiten
- Kapelle der Jungfrau Maria von Lourdes, errichtet zu Beginn des 19. Jahrhunderts. Erstmals nachweislich ist sie im Katastralplan von 1829. Die neue Glocke „Jan“ weihte 1873 der Brünner Bischof Karl Nöttig. Im Jahre 1885 erfolgte eine Instandsetzung und Erhöhung um 1,3 m. Weitere Reparaturen wurden 1937, 1986 und 2001 vorgenommen. 2012 erfolgte die Hängung der neuen Glocke „Anežka“. Die Kapelle wurde 1989 in der Verzeichnis der Kulturgüter aufgenommen.[7]
- Kreuz auf dem Dorfplatz, es wurde dem Gedenken an einen im Ersten Weltkrieg gefallenen Einwohner errichtet. Während des Zweiten Weltkrieges wurde in der Nähe des Kreuzes ein deutscher Soldat begraben.
- Bildstock am Abzweig des Feldweges nach Mikulovice, er wurde 2010 instand gesetzt.
- Naturdenkmal Výrovicke kopce, das südwestlich des Dorfes gelegene zweiteilige Schutzgebiet hat eine Ausdehnung von 10,6 ha.
- Talsperre Výrovice, errichtet 1979–1983. Erste Pläne dazu entstanden bereits 1920.
- Bogenbrücke über die Jevišovka, erbaut 1924–1925
- Holzkreuz nördlich des Dorfes zum Gedenken an den Flugzeugabsturz von 1944

## Söhne und Töchter der Gemeinde
- Wenzel Wlczek (1833–1909), Erfinder und Konstrukteur des patentierten Postbriefkastens „System Wlczek“[8]